# Museu de l'Aigua de Salt

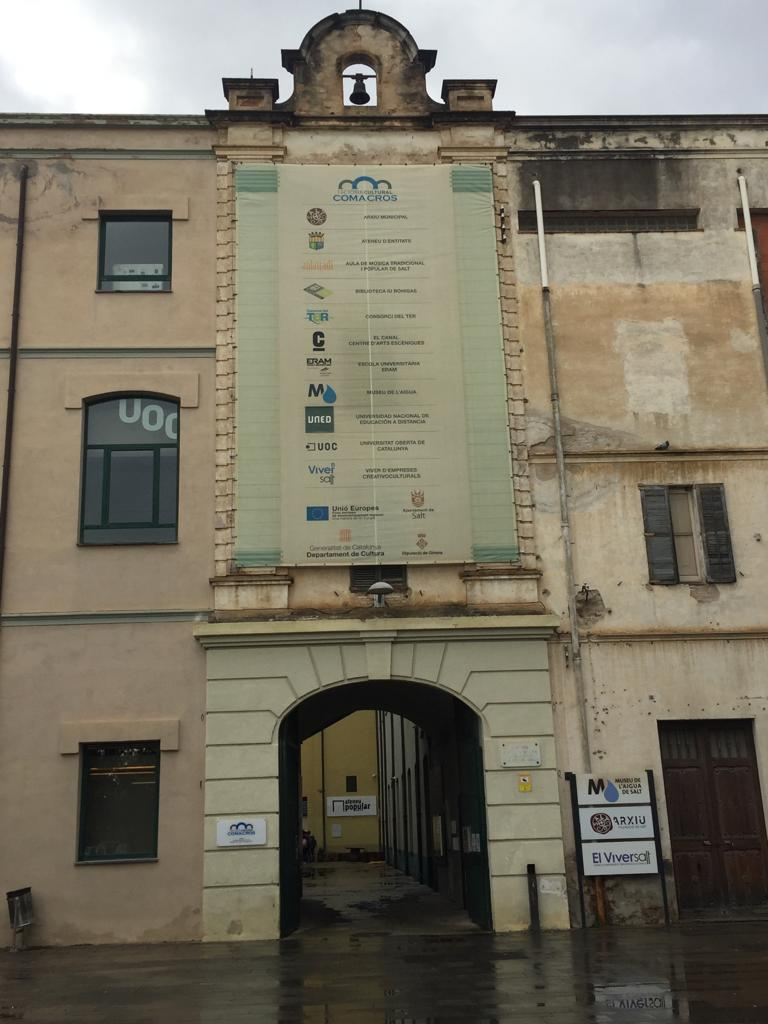
Entrada de la Factoria Cultural Coma Cros, on es pot apreciar el logo del Museu de l'Aigua.

El Museu de l'Aigua de Salt és un museu situat al municipi de Salt (Gironès). Es va inaugurar l'any 1983, després de la segregació de la població respecte la ciutat de Girona. És un museu dedicat a l'aigua com a element natural i en relació amb la població i la indústria tèxtil locals.
Salt era una població majoritàriament agrícola, fins que el segle xix va patir els efectes de la Revolució Industrial. A partir d'aquí, la població va acollir tres fàbriques tèxtils, conegudes popularment com Gassol, Mulleras i Coma-Cros, totes tres gràcies a la seva ubicació propera al riu Ter i la séquia Monar. Això va fer que el nombre d'habitants incrementés considerablement amb els anys, passant d'uns 5.000 la dècada dels 50 a més de 30.000 l'any 2010.
Després del tancament de les fàbriques tèxtils de Salt, va néixer una necessitat de preservació, conservació i divulgació d'aquesta part de la història de la localitat, juntament amb l'aigua i la seva relació amb l'entorn local. És per això que el Museu de l'Aigua va obrir les portes l'any 1983 al Mas Llorens, situat al Barri Vell de Salt, després de la segregació del municipi de la "Gran Gerona". Estava dedicat a la cultura de l'aigua com a element de cohesió entre la població saltenca i la indústria tèxtil.
L'any 2006, les instal·lacions del museu al Mas Llorens van quedar obsoletes, ja que necessitaven modernitzar-se i poder presentar de manera efectiva la seva exposició permanent. Per aquest motiu, el museu va tancar les portes fins poder-se ubicar en un local digne d'acollir unes instal·lacions més adequades amb l'evolució de la societat del moment. Quan l'Ajuntament de Salt va decidir convertir l'antiga fàbrica Coma Cros en un gran espai que agrupés diferents equipaments culturals de la població, era lògic que aquest era el lloc idoni pel nou Museu, degut al passat històric de la fàbrica i la seva relació amb l'aigua. Així doncs, l'any 2011, el nou Museu de l'Aigua va reobrir les seves portes dins la nau Kropotkin de la Factoria Cultural Coma Cros.
Des de la seva reobertura el 2011, el Museu de l'Aigua acull una exposició permanent de caràcter educatiu per seguir informant sobre les característiques de l'aigua com a element en relació amb el planeta al llarg dels segles, però sense perdre la relació amb el passat industrial de Salt. Les instal·lacions van des de l'aigua com a creadora de la vida fins l'ús que la població saltenca en fa, i divulguen sobre aquest element mitjançant suports de diversos tipus.